# T in the Park 2013
T in the Park 2013 war ein dreitägiges Musikfestival, das vom 11. Juli 2013 bis zum 14. Juli 2013 in Balado, Kinross, Schottland stattfand. Es war das 20. Jubiläum dieser Veranstaltung. Rihanna und Mumford & Sons wurden als erster und zweiter Headliner am 4. Dezember 2012 angekündigt. Weiter wurden die Auftritte von Jake Bugg, Alt-J, Of Monsters and Men, The Script und Paloma Faith am selben Tag publik. Am 5. Dezember 2012 wurden The Killers als dritter Headliner, zusammen mit den Auftritten von Two Door Cinema Club und Azealia Banks angekündigt. Am 13. Dezember wurde bekannt, dass Emeli Sandé zum zwanzigsten Jahrestag wieder auf der Bühne sein werde. Am 13. Februar 2013 wurde der Auftritt der deutschen Elektropopband Kraftwerk bestätigt.

## Eintrittskarten
Ähnlich wie in früheren Jahren wurden Frühbucher-Tickets wenige Tage nach dem Abschluss der Veranstaltung T in the Park 2012 angeboten, der Verkauf begann am 13. August 2012 und lief bis zum folgenden Sonntag. Eine zweite Tranche der Karten wurde am 7. Dezember ab 9 Uhr angeboten. Der dritte und letzte Verkaufsabschnitt begann im Februar 2013 zusammen mit der Bekanntgabe des Programms und der Mitwirkenden.

## Programm und Mitwirkende
Nachdem die The Killers, Rihanna und Mumford & Sons als Headliner, Emeli Sandé, Jake Bugg, Alt-J, Of Monsters and Men, The Script, Paloma Faith, Two Door Cinema Club und Azealia Banks sowie Kraftwerk als Teilnehmer des T in the Park 2013 bestätigt waren, wurde am 22. April 2013 die Auftritte von Kesha, Little Mix, Lawson, James Arthur, Lucy Spraggan, Bo Bruce und Diana Vickers bekannt.
| Scottish Sun Signing Zelt |                                                             |                                        |
| Freitag, 12. Juli         | Samstag, 13. Juli                                           | Sonntag, 14. Juli                      |
| - Rudimental - Jake Bugg  | - The View - Frightened Rabbit - The Strypes - Nina Nesbitt | - Little Mix - Bastille - Brooke Candy |

| Hauptbühne | | |
| Freitag, 12. Juli | Samstag, 13. Juli | Sonntag, 14. Juli |
| Mumford & Sons 22:20–23:50 Chase & Status 20:35–21:50 Emeli Sandé 19:05–20:05 Kendrick Lamar 17:45–18:35 The Proclaimers 16:30–17:15 | Rihanna 22:20–23:50 The Script 20:50–21:50 Snoop Dogg 19:20–20:20 Paloma Faith 18:00–18:50 The Lumineers 16:45–17:30 The View 15:40–16:25 Deacon Blue 14:30–15:10 The Fratellis 13:30–14:15 James Arthur 12:30–13:05 | The Killers 21:05–22:50 Stereophonics 19:10–20:35 Frank Ocean 17:40–18:40 Two Door Cinema Club 16:20–17:10 Rita Ora 15:05–15:50 Ocean Colour Scene 13:45–14:35 Earth, Wind and Fire 12:30–13:15 |

| Radio 1 Bühne | | |
| Freitag | Samstag | Sonntag |
| Calvin Harris 22:35–23:50 The Courteeners 21:15–22:05 Jake Bugg 20:00–20:45 Texas 18:30–19:30 Haim 17:30–18:15 Milo Greene 16:30–17:10 | Beady Eye 22:15–23:50 Dizzee Rascal 20:45–21:45 Frightened Rabbit 19:25–20:15 Noah and the Whale 18:05–18:55 Kesha 16:50–17:35 Villagers 15:40–16:20 Lawson 14:30–15:10 Gabrielle Aplin 13:30–14:10 The Original Rudeboys 12:30–13:10 | David Guetta 21:20–22:50 Foals 19:50–20:50 Editors 18:35–19:20 Azealia Banks 17:20–18:05 Frank Turner 16:25–17:05 Bastille 15:20–16:05 Little Mix 14:25–15:00 The Heavy 13:20–14:05 Mallory Knox 12:20–13:00 |

| King Tut's Wah Wah Zelt | | |
| Freitag | Samstag | Sonntag |
| Kraftwerk 22:20–23:50 Phoenix 21:00–21:50 Of Monsters and Men 19:40–20:30 Rudimental 18:25–19:10 Everything Everything 17:25–18:05 Imagine Dragons 16:30–17:10 | Alt-J 22:20–23:50 Twin Atlantic 20:50–21:50 Travis 19:20–20:20 Miles Kane 18:00–18:50 Palma Violets 16:45–17:30 Mark Owen 15:35–16:15 Nina Nesbitt 14:40–15:25 Foy Vance 13:45–13:25 Jack Savoretti 12:50–13:30 Swim Deep 12:00–12:35 | Yeah Yeah Yeahs 21:25–22:50 Labrinth 19:40–20:55 Hurts 18:15–19:10 Disclosure 17:00–17:45 Johnny Marr 15:50–16:30 The 1975 14:45–15:25 Tom Odell 13:45–14:25 Deap Vally 12:50–13:25 Lewis Watson 12:00–12:35 |

| Slam Zelt | | |
| Freitag | Samstag | Sonntag |
| Green Velvet 22:30–00:00 Jackmaster & Joy Orbison 21:00–22:30 Maceo Plex 19:30–21:00 Eats Everything 18:00–19:30 Silicone Soul 16:30–18:00 | Richie Hawtin 22:30–00:00 Slam 21:05–22:30 Laurent Garnier 19:45–21:05 Claude VonStroke 18:35–19:45 Maya Jane Coles 17:35–18:35 Derrick Carter x Mark Farina x DJ Sneak (b2b) 13:35–17:35 H-Foundation 12:30–13:35 | Ben Klock & Marcel Dettmann (b2b) 20:30–23:00 Adam Beyer 19:15–20:30 Seth Troxler 18:00–19:15 Tyler, The Creator 17:10–18:00 Earl Sweatshirt 16:00–16:40 Nina Kraviz 14:30–15:30 Jamie Jones 13:30–14:30 Lee Foss 12:45–13:30 Anja Schneider 12:00–12:45 |

| Transmission Bühne                                                                      | | |
| Freitag                                                                                 | Samstag | Sonntag |
| Freitag I'm In Love Steve Mason James Skelly & The Intenders Tribes FIDLAR Vigo Thieves | My Bloody Valentine British Sea Power Lower Than Atlantis Willy Mason Daughter Kodaline Peace The Strypes Theme Park MS MR | Hot Natured Local Natives Chvrches Jagwar Ma Modestep AlunaGeorge Laura Mvula Ruen Brothers Brooke Candy Anderson McGinty Webster Ward & Fisher |

| T-Break Bühne                                                                           | | |
| Freitag                                                                                 | Samstag | Sonntag |
| The Merrylees Darc Hacktivist Bo Bruce Sons & Lovers Hector Bizerk Honeyblood Deer Lake | The Velveteen Saints Sunshine Social Waiting For Go The Virgin Marys Red Sky July Diana Vickers Dolomite Minor Lucy Spraggan Sienna MMX Michael Cassidy Fake Major Seams | Machines In Heaven Blindfords Vasa PRIDES Lucy Rose DIIV Josh Record Trash Talk Moya Josephine Pronto Mama Arches Poor Things |

| BBC Einführungsbühne | | |
| Freitag              | Samstag | Sonntag |
|                      | Discopolis The Recovery! Saint Maxx and The Fanatics Big Beat Bronson The Adelines Animal Noise Roman Noise Emily Burns Baby Strange Fake Major Paws | The Lafontaines Jim Lockey & The Solemn Sun Propellers Astroid Boys The Lake Poets Fat Goth Steel Trees Story Books Departures Model Aeroplanes |

## Vorkommnisse
Die Anzahl der Festnahmen betrug 91, was eine starke Zunahme gegenüber dem Vorjahr darstellte, wo gerade mal 30 Festnahmen zu verzeichnen waren. Fünf Personen wurden wegen der Verwendung von Pyrotechnik festgenommen.
Die Polizei warnte alle Festivalbesucher vor dem Kauf von sogenannten Green ecstasy pills (grünen Extasy-Pillen), da zwischen April und Juli des Jahres 2013 17 User nach deren Konsum verstarben.
Police Supt Rick Dunkerley von der Police Scotland, sagte: „Während die Verhaftungen zunahmen gegenüber dem letzten Jahr, ist dies eine Folge der proaktiven Bemühungen unserer Polizisten, die eng mit den Stewards zusammengearbeitet haben, um sicherzustellen, dass es eine sichere und unterhaltsame Veranstaltung für das Publikum wird. Die Tatsache, dass es keine Anzeichen für gefälschte Ecstasy-Tabletten auf der Veranstaltung gibt, ist zum Teil Folge der umfangreichen Vorarbeit, die vor dem Festival in Zusammenarbeit mit den Organisatoren durchgeführt wurde.“